# Al-Faiz
Al-Faiz est le 13e calife Fatimide et 23e Imam Hafizzi de 1154 à 1160. Il est né en 1149 et il est mort en 1160.
al-Fa'iz a succédé à son père, al-Zafir (1149 à 1154) dans des circonstances dramatiques, ayant été témoin, à l'âge de six ans, de la mort horrible de sa mère (poignardée par son amant Nasr, beau-fils du commandant ambitieux de la place of'Asqalān, Sayf al-Din b. al-salar) et de ses oncles paternels, blâmés sous le prétexte de ce crime par le vizir Ibn al-Salar.